# Agnes-Lo Åkerlind

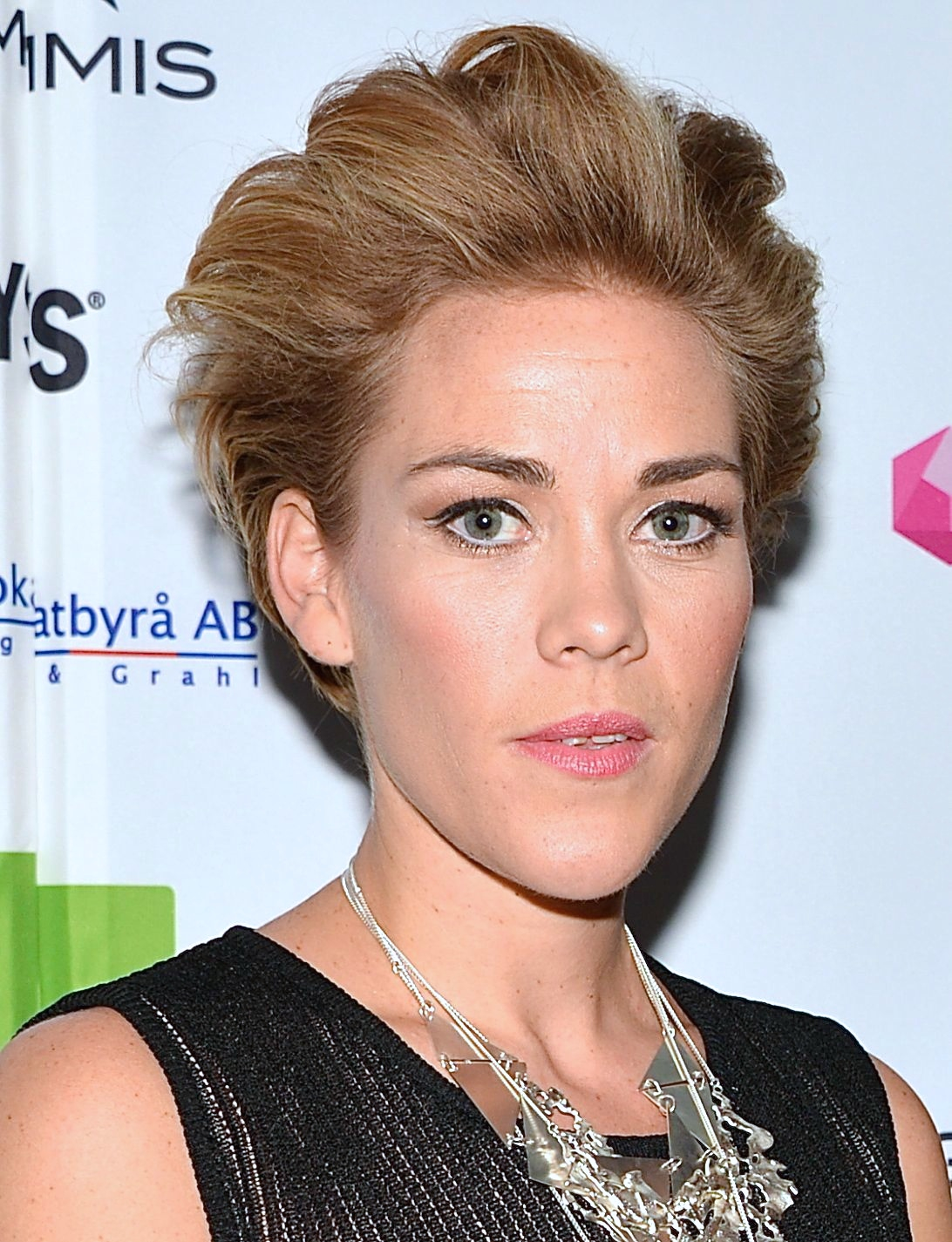
Agnes-Lo Åkerlind på Grammisgalan på Cirkus, Stockholm den 20 februari 2013.

Agnes-Lo Åkerlind, född 12 februari 1980, är en svensk programledare i radio och TV. Hon har bland annat varit programledare för radioprogrammen Ketchup, P3 Star och Sommartoppen, och under en tid programledare för Tryck till på ZTV.
Som 19-åring började hon som reporter och producent på P3 för att sedan gå producentutbildningen på Dramatiska Institutet. Idag är hon mest känd som hjärnan bakom bland annat SVT-serierna Rebecca & Fiona och Danne & Bleckan som var de första succéerna inom svensk webb-TV.
2012 nominerades hon, tillsammans med Clara Mannheimer, till Stora Journalistpriset som Årets Förnyare. Samma år började hon på produktionsbolaget Eyeworks som ska satsa på en ny typ av kvalitetsproduktioner både när det gäller dokumentärer, humorprogram och bred underhållning.